# Rex Andrew Clement Alarcon
Rex Andrew Clement Alarcon (Daet, Camarines Norte, Filipinas, 6 de agosto de 1970) é um prelado filipino da Igreja Católica, atual arcebispo de Cáceres.
Rex Andrew Alarcon estudou na Universidade de Santo Tomás e recebeu o Sacramento da Ordem pela Arquidiocese de Cáceres em 9 de novembro de 1996.
Após a ordenação foi primeiro capelão em Naga e depois de 1997 a 1999 secretário pessoal do arcebispo de Cáceres, Leonardo Zamora Legaspi OP. De 1999 a 2001 estudou na Pontifícia Universidade Gregoriana, onde obteve a licenciatura em história eclesiástica. Depois de voltar para casa, tornou-se professor no seminário de Santo Rosário. Em 2002 tornou-se Diretor do Programa Diocesano de Mordomia e em 2007 Diretor da Escola Paroquial de Naga. Em 2013 tornou-se Diretor da Inspetoria Escolar Diocesana, membro do Colégio dos Consultores e porta-voz da Arquidiocese. Em 2016 tornou-se presidente da Associação de Educação Católica das Filipinas.
Em 2 de janeiro de 2019, o Papa Francisco o nomeou Bispo de Daet. O Arcebispo de Cáceres, Rolando Tria Joven Tirona OCD, o consagrou em 19 de março do mesmo ano na Catedral de Naga. Os co-consagradores foram o Arcebispo Adolfo Tito Yllana, Núncio Apostólico na Austrália, da Arquidiocese de Cáceres, e o Bispo de Virac, Manolo Alarcon de los Santos. A posse na Diocese de Daet ocorreu no dia seguinte.
Em 22 de fevereiro de 2024, o Papa Francisco o elevou a dignidade de arcebispo da Arquidiocese de Cáceres.